# Ningxia

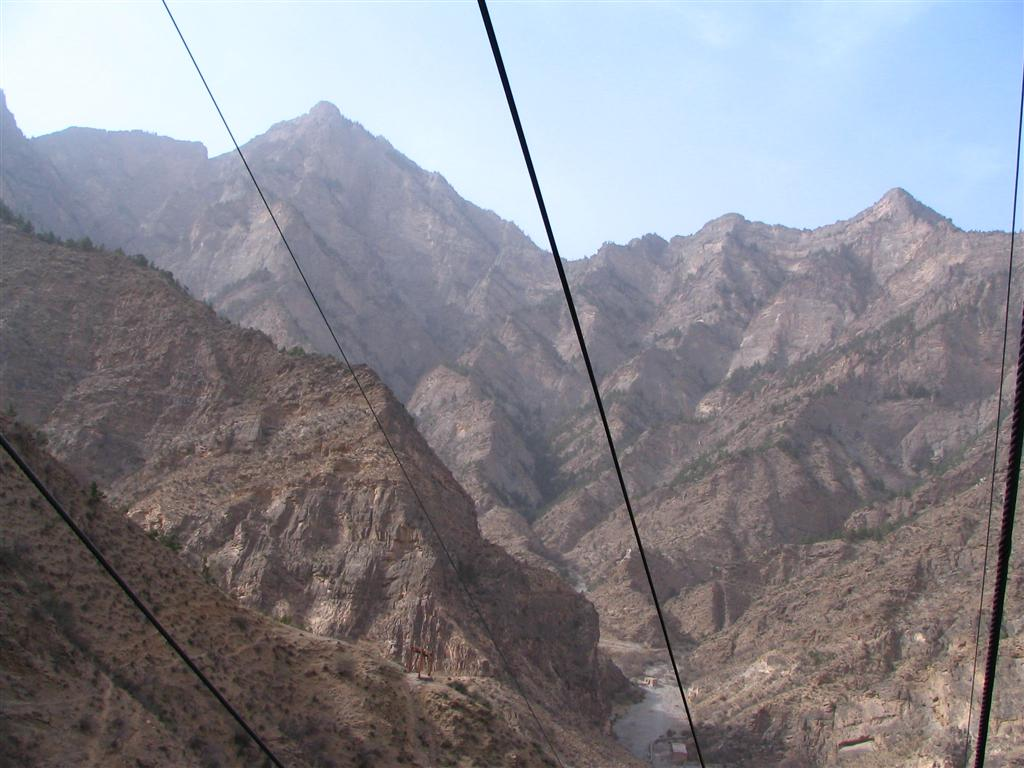
Montañas Helan

Ningxia (en chino, 宁夏; pinyin, Níngxià), oficialmente Región Autónoma Hui de Ningxia, es una región autónoma de China con capital es Yinchuan. Está situada al oeste de la meseta de loes, en el curso medio del río Amarillo, limitando al norte con Mongolia Interior, al este con Shaanxi y al sur y oeste con Gansu. Su extensión es de 66 400 km² y su población de 7,2 millones de habitantes (2020).

## Historia
Toda la zona fue incorporada al imperio Qin en el siglo III a. C. y hay evidencias de asentamientos de tiempos de las dinastías Han y Tang. En el siglo XI el imperio Tangut se estableció en la zona, que por aquel entonces correspondía a las afueras del imperio Song. Posteriormente cayó bajo el dominio de los mongoles después de que Gengis Kan conquistara Yinchuan a comienzos del siglo XIII. Al irse perdiendo la influencia mongola la provincia fue ocupada poco a poco por musulmanes provenientes de Turquía, lo que provocaría tensiones entre los han y los hui.
Entre 1914 y 1928 formó parte de la provincia vecina de Gansu. Durante ese periodo, las dos provincias, así como Gansu, fueron gobernadas por un grupo de señores de la guerra llamados "los tres Ma del noroeste" (西北三马, 西北三馬, xīběi sān mâ). En 1958 se transformó oficialmente en Región Autónoma. En 1969 le fueron incorporadas algunas zonas de la región autónoma vecina de Mongolia Interior pero en 1979 se deshicieron estos cambios.

## Geografía
Ningxia tiene fronteras con Mongolia Interior, Gansu y Shaanxi y está atravesada por el río Amarillo. La zona es seca y relativamente desértica incluyendo el desierto de Tengger y el desierto de Shapotou (沙坡头, 沙坡頭, Shāpōtóu).

## Economía
Ningxia es una región con amplias zonas desérticas y con serios problemas para irrigar las zonas agrícolas, que se concentran en la cuenca del río Amarillo. Entre los productos cultivados en la zona destacan la manzana, la uva y la sandía. 
Tiene importantes yacimientos de petróleo, gas natural y carbón. Hay también depósitos menores de fósforo, oro, cobre y hierro. Las industrias principales de la zona son las eléctricas, metalúrgicas, textiles, papeleras y de alimentación.
Es la provincia china con el PIB más pequeño (sólo el de Tíbet está por debajo), que en 2004 fue de 46.004 millones de renminbi (5.710 millones de dólares) con una renta per cápita de 6.640 renminbi (801 dólares). Su contribución a la economía nacional es del 0.3%.

### Agricultura
Al igual que en otras zonas, Ningxia ha experimentado un descenso gradual de su población campesina debido a la migración del campo a la ciudad. A pesar de ello, la gran mayoría (62,8 %) seguía dedicándose a la agricultura en el momento de la encuesta. La ganadería es importante para la economía regional. En el principal condado ganadero, Yanchi, es incluso la industria líder dentro del sector primario. Los animales de pastoreo predominantes son las ovejas y las cabras. En las regiones (semi)pastorales, los pastores se dedican a una actividad agrícola sedentaria mixta de agricultura de secano y ganadería extensiva, mientras que ya no se practica el pastoreo nómada puro. Desde que se implementó un plan de cría de ganado en 2002, la provincia se ha convertido en una de las principales zonas de producción lechera de China.
Ningxia es la principal región de China donde se cultivan bayas de goji. Otras especialidades de Ningxia son el regaliz, los productos elaborados con piedra Helan, los brotes de helecho y los productos elaborados con piel de oveja.
Los vinos de Ningxia son un área de desarrollo prometedora. Las autoridades chinas han dado su aprobación al desarrollo de la base oriental de las montañas Helan como zona apta para la producción de vino. Varias grandes empresas vinícolas chinas, entre ellas Changyu y Dynasty Wine, han comenzado a desarrollarse en la región occidental de la provincia. Juntas poseen ahora 20 000 acres de tierra para plantaciones de vino y Dynasty ha invertido 100 millones de yuanes en Ningxia. Además, la importante empresa petrolera China Petroleum and Chemical Corporation ha fundado una plantación de uvas cerca de las montañas Helan. La empresa de electrodomésticos Midea también ha comenzado a participar en la industria vinícola de Ningxia. Se han establecido viñedos en la región.

## Demografía
Aunque no es la etnia mayoritaría en la región (representan un 34,7% del total de la población), Ningxia es conocida como la tierra de los hui, una de las 56 nacionalidades reconocidas oficialmente por el gobierno de la República Popular China. Muchos de ellos son descendientes de los antiguos comerciantes procedentes de Persia y Arabia que viajaban por la Ruta de la Seda. Los rasgos de los hui y los han son muy similares; la principal diferencia entre ambas etnias está en la religión, ya que los hui practican el Islam.

## Cultura
En Ningxia se habla un dialecto del grupo de los dialectos occidentales de Gansu y Qinghai conocidos como mandarín lanyin.

## Turismo
El principal destino turístico de la zona son las famosas tumbas de la dinastía Xia Occidental, situadas a treinta kilómetros de Yinchuan y donde están enterrados nueve emperadores amén de existir otras 200 tumbas.
Otros puntos importantes son las montañas Helan, cuya cima más alta alcanza los 3.556 metros de altura; las 108 estupas de la época de la dinastía Yuan; las pagodas gemelas de Baisikou, una de 13 pisos y otra de 14 y la semidesértica de Shapotou.

## División administrativa
Ningxia está dividida en cinco Ciudades de Nivel de Prefectura.
| Mapa | #          | Nombre   | Hanzi          | Hanyu Pinyin                    | Tipo |
| ---- | ---------- | -------- | -------------- | ------------------------------- | ---- |
|      |            |          |                |                                 |      |
| 1    | Yinchuan   | 银川市   | Yínchuān Shì   | Ciudades de Nivel de Prefectura |      |
| 2    | Shizuishan | 石嘴山市 | Shízuǐshān Shì | Ciudades de Nivel de Prefectura |      |
| 3    | Wuzhong    | 吴忠市   | Wúzhōng Shì    | Ciudades de Nivel de Prefectura |      |
| 4    | Zhongwei   | 中卫市   | Zhōngwèi Shì   | Ciudades de Nivel de Prefectura |      |
| 5    | Guyuan     | (固原市  | Gùyuán Shì     | Ciudades de Nivel de Prefectura |      |

Ver Divisiones Administrativas de Ningxia (listado completo de las Divisiones de Nivel de Distrito).